# Hervé des Vallières
 (septembre 2020).
Si vous disposez d'ouvrages ou d'articles de référence ou si vous connaissez des sites web de qualité traitant du thème abordé ici, merci de compléter l'article en donnant les références utiles à sa vérifiabilité et en les liant à la section « Notes et références ».
 (novembre 2018).
Pour les articles homonymes, voir Hervé et des Vallières.
Hervé des Vallières est un dessinateur de presse (sous le nom d'Hervé), un publicitaire et un artiste peintre, né le 27 février 1921 à Avignon et mort le 6 juillet 2005 à Cavaillon.

## Biographie

### Famille
Hervé des Vallières est né dans une famille de la grande aristocratie parisienne : la famille Lefebvre des Vallières.
Il est le fils de Jean des Vallières (militaire, écrivain et scénariste) et d'Anne-Marie de Terris.
Il est le petit-fils du général Pierre des Vallières, héros de la Première Guerre mondiale, tué à la tête de sa division en mai 1918.
Il est l'arrière-petit-fils de Prosper Lefebvre des Vallières (1827-1913) qui fut maire de Ville-d'Avray, vice-président de la commission des monuments historiques, et de Peter Paul McSwiney, lord-maire de Dublin.
Son frère, Pierre des Vallières, est critique de cinéma, sous le pseudonyme de Michel Aubriant, travaillant pour l'émission de radio Le Masque et la Plume (en compagnie de Jean-Louis Bory et de Georges Charensol) ainsi que pour la revue cinématographique Cinémonde.
Son épouse, Françoise Le Bihan, est originaire d'Étables-sur-Mer (Côtes-d'Armor). Ils ont quatre enfants : Patricia des Vallières (artiste-peintre, épouse d’Arnaud Saguez de Breuvery), Sophie (Johanet de Tissonniere), Fabrice et Coralie (Duchêne).
Il décède à Bonnieux en 2005 et est enterré au cimetière de ce même village (aux côtés de son père Jean des Vallières et de sa fille Patricia).

### Enfance, études et service militaire
Hervé des Vallières suit ses études secondaires au lycée Louis-le-Grand à Paris et obtient ses deux baccalauréats. Parallèlement, il fréquente les cours de peinture et de dessin à la Grande Chaumière à Paris.
En 1941, il obtient le diplôme de lieutenant au long cours. Puis, à la fin de 1941 et au cours de 1942, il effectue son service militaire dans la Marine au Cap Matifou (Algérie) où il est chargé de la distraction des troupes (décors de théâtre, etc.).
À la fin de 1942, il devient stagiaire-régisseur en Camargue, son père – Jean des Vallières – ayant "relancé" la culture du riz dans cette région.
Puis, en 1943, il est arrêté à Arles par les Allemands (comme ses parents), puis relâché.
Enfin, en 1944, il travaille à la Coopération Paysanne d'Herbages.

## Résidences
Hervé des Vallières naît en Avignon chez ses grands-parents maternels Monsieur et Madame de Terris.
Élève et étudiant, il vit chez ses parents, soit sur le boulevard des Invalides à Paris 7ᵉ, soit au château de Montauban à Fontvieille. Il s’installe — après son mariage — avenue Daniel-Lesueur à Paris 7ᵉ.
Enfin, en 1975, il reprend la propriété familiale de sa mère, L'Amaret à Bonnieux, où il s’installe pour sa retraite.

## Activités de dessinateur sous le pseudonyme d'Hervé

### Dessinateur de presse, sous le pseudonyme d'Hervé
Dès 1944, il est sociétaire des Humoristes .
De 1944 à 1948, il est dessinateur de presse politique, notamment pour : Le Hérisson et Aux Écoutes, devenu ensuite Aux Écoutes du monde (voir à titre d'exemple le dessin d'Hervé pour cette revue datée du 5 décembre 1947)  et Aux Écoutes de la Finance.

### Dessinateur humoristique sous le pseudonyme d'Hervé
Le Département des Estampes de la Bibliothèque Nationale le classe en tant que Dessinateur humoriste 
Rapidement, Hervé s’oriente vers le dessin purement humoristique (plus de 3000) et travaille pour la presse française (Paris-Presse, Ici Paris, Le Hérisson , Marius  Etc.), belge et suisse (La Patrie suisse).
Pour Jours de France, il illustre pendant un temps les articles traitant des nouveautés théâtrales.
Dès 1952, il obtient le Grand prix de l'humour 
Il côtoie les dessinateurs Gus, Jacques Faizant, Piem, Sempé. Etc..
À cet effet, il participe gratuitement en 1950 à la publication de recueils de dessins humoristiques - avec Albert Dubout, Jean Effel, Jacques Faizant, André Harvec, Mick, Mose, Pruvost, Raynaud et Tienno - au profit des  "Équipes d'amitié" (une association caritative créée par Georges Duhamel, en aide aux jeunes démunis).
Le musée national de l'Éducation détient un certain nombre de dessins d'Hervé des Vallières. On peut voir par exemple sur son site internet les dessins suivants : Elève Beaucitron, Prix de gymnastique : Pour son prix de bonne conduite en classe j'ai permis à Billy de s'acheter un pétard...   et également Et j'ai l'immense joie de vous remettre le Prix de bonne conduite.

### Bande dessinée humoristique signéeHervé
Il crée la bande dessinée  Martine et Cie. On peut se reporter au site internet du musée national de l'Éducation pour consulter un exemple de cette bande dessinée voir  avec les précisions complémentaires . Le fonds français des Estampes à la Bibliothèque Nationale détient un exemplaire de l'album  
L'édition no 2 des Grands Humoristes Français est consacrée à une sélection des bandes dessinées Martine et Cie et à certains dessins humoristiques d'Hervé, la préface du livre étant signée en 1953 par la journaliste Carmen Tessier.
Martine devient une poupée vendue dans le commerce et sponsorisée par Martine Carol.

### Dossier de presse pour film
Il dessine d’une manière humoristique, pour le film Les 7 Pêchés Capitaux, chaque pêché en forme de seins.

### Dessins pour des jeux signéHervé
Il dessine les cartes pour le jeu : La grande pagaille (Éditions Edmond Du Jardin à La Teste de Buch).

## Dessinateur pour la publicité
Pour la marque Pento, il crée un petit bonhomme toujours bien coiffé qui devient la mascotte de la marque. On peut se reporter au site retraçant les campagnes de publicité de Pento () et à ce qui est dit sur le travail d'Hervé.
Pour la lessive Saint Marc, il crée le petit ange ,,.
Il est cité parmi les auteurs de dessins publicitaires et des œuvres sont reproduites dans les livres : 
- De Bébé Cadum à Mamie Nova. Un siècle de personnages publicitaires. Exposition Bibliothèque Forney, voir page 313 la biographie d'Hervé  et page 121 la reproduction de deux des dessins publicitaires d'Hervé .
- 50 marques françaises, histoire et objets publicitaires  relatant l'historique de la création de l'homme "toujours bien coiffé" créé par Hervé pour Pento .

### Packaging signéHervé
Il dessine les emballages pour "Les sardines des deux docteurs" , "Au joyeux maquereau" , "Pento"  et Saint Marc (lessive).

### Buvards publicitaires, protège-cahiers et tôles (émaillées) dessinés et signés
Il illustre des buvards et des protège-cahiers, notamment pour les "Huiles Lesieur", le savon Persavon et "Pento" .

### Cartes postales publicitaires dessinées et signéesHervé
Sous une forme comique, il signe des cartes postales publicitaires, notamment pour Mustela et Persavon.

### Cahier de coloriage signéHervé
Il réalise entièrement un cahier de coloriage, Bijou, hôtesse de l'air  dont un exemplaire est détenu par le département des Estampes de la Bibliothèque nationale 

### Illustrations de livres, signéesHervé
Il illustre le roman écrit par son père, Jean des Vallières. Adorable Katherine ou Erreur ne fait pas compte.

## Activités de publicitaire exercées sous son nom

### Associé-fondateur de l'agence de publicitéGerep
En 1951, il fonde, en compagnie de ses beaux-frères (Charley Hemar et Georges Dumayet), l'agence de publicité Gerep qui se plaçait en son temps à la deuxième place en France.
L'agence était notamment chargée des budgets Negrita, Frigeco, Pernod, Suze, Laines Georges-Picot, de l'île de Jersey, de Natalys , de Pento () )etc.

### Directeur Artistique d'Effivente
Après la cession de Gerep, il devient directeur artistique de l'agence Effivente fondée par Michel l'Hôpital.

## Artiste-Peintre

### Peinture religieuse, sous le nom d'Hervé des Vallières
En 1944, il participe, avec un groupe d'artistes du Pays d’Arles (Gérard Ambroselli, Louis Jou, François de Hérain, Léo Lelée, etc.), à l’initiative de l'Académie d'Arles, à la réalisation d'une série d’images populaires en hommage aux saints provençaux.
Pour sa part, il peint notamment Sainte Marthe.

### Peintre sous le nom deSwiney
Il peint un certain nombre de toiles en signant du nom de "Swiney" (en référence à son ancêtre McSwiney).

### Restaurateur de tableaux
Pour sa retraite, il prend des cours de restauration de tableaux auprès du maître italien Renato Vassalo et fréquente l'Hôtel Drouot à la recherche de tableaux à restaurer.